# Buford e il galoppo fantasma
Buford e il galoppo fantasma (Buford and the Galloping Ghost) è una serie televisiva animata statunitense del 1978, prodotta dalla Hanna-Barbera Productions. 
Originariamente trasmessa come segmento de La corsa spaziale di Yoghi, la serie è composta da due segmenti intitolati The Buford Files e The Galloping Ghost. 
La serie è stata trasmessa per la prima volta negli Stati Uniti su NBC dal 9 settembre al 25 novembre 1978. In Italia è stata trasmessa sulle televisioni locali dal 19 agosto 1980.  

## Personaggi principali

### The Buford Files
- Buford, voce originale di Frank Welker.
- Cindy Mae, voce originale di Pat Parris, italiana di Laura Boccanera.
- Woody, voce originale di Dave Landsburg, italiana di Enrico Luzi e Sandro Pellegrini.
- Sceriffo Muletrain, voce originale di Henry Corden.
- Goofer McGee, voce originale di Roger Peltz.

### The Galloping Ghost
- Nugget Nose, voce originale di Frank Welker.
- Wendy, voce originale di Marilyn Schreffler.
- Rita, voce originale di Pat Parris, italiana di Stefanella Marrama.
- Fenwick Fuddy, voce originale di Hal Peary, italiana di Armando Bandini e Franco Chillemi.